# Star Wars: Darth Plagueis
Star Wars: Darth Plagueis James Luceno 2012. január 20-án megjelent Csillagok háborúja regénye. A könyv 35 év cselekményét öleli fel, a könyv három részből. Az első rész a Yavini csata előtt 67–65 évvel történik, a második rész a Yavini csata előtt 54–52 évvel történik, a harmadik rész a Yavini csata előtt 34–32 évvel történik. A könyv epilógusában megjelenik a gyermek Anakin Skywalker.
A könyv borítójának grafikáját Torstein Nordstrand készítette. A könyv Magyarországon 2013-ban jelent meg a Szukits Könyvkiadó gondozásában, Szente Mihály fordításában.

## Főszereplők
- Darth Plagueis
- Darth Tenebrous
- Palpatine
- Darth Maul
- 11-4D

## Magyarul
- Star Wars. Darth Plagueis; ford. Szente Mihály; Szukits, Szeged, 2013

## Fordítás
- Ez a szócikk részben vagy egészben  a   Star Wars: Darth Plagueis című angol Wikipédia-szócikk ezen változatának fordításán alapul.  Az eredeti cikk szerkesztőit annak laptörténete sorolja fel. Ez a jelzés csupán a megfogalmazás eredetét és a szerzői jogokat jelzi, nem szolgál a cikkben szereplő információk forrásmegjelöléseként.